# Гавриїл (Ургебадзе)
Гавриїл Самтаврійскій (груз. არქიმანდრიტი გაბრიელი, у миру Годердзі Васильович Ургебадзе, груз. გოდერძი ვასილის ძე ურგებაძე, 26 серпня 1929, Тбілісі — 2 листопада 1995, Мцхета) — православний святий, архімандрит Грузинської православної церкви. Канонізований 20 грудня 2012 року в лику преподобних. 25 грудня 2014 року вписаний до календаря Російської православної церкви. Шанується всіма православними церквами 2 листопада.
1 травня 1965 року, під час першотравневої демонстрації, публічно спалив величезний портрет Леніна, встановлений у Тбілісі, через що психіатричною комісією, за направленням КДБ СРСР, визнано психічнохворим та, на 6 років, відлучено від богослужінь. Священника особисто допитував Едуард Шеварнадзе, що був тоді міністром охорони громадського порядку Грузинської РСР.